# Zadnia Pusta Turnia
Zadnia Pusta Turnia (słow. Zadná pustá veža, ok. 2065 m) – kopulaste wzniesienie w Pustej Grani oddzielającej Dolinę Ciężką od Doliny Kaczej w słowackich Tatrach Wysokich. Znajduje się w tej grani tuż po północnej stronie Pustej Ławki (około 2060 m) i jest zwornikiem; grań rozdziela się w niej na dwie odnogi:
- orograficznie lewa przez Pustą Szczerbinę do Skrajnej Pustej Turni,
- orograficznie prawa przez Pustą Przehybę do Gankowej Strażnicy[1].

W lewej odnodze od Zadniej Pustej Turni do Pustej Szczerbiny ciągnie się krótka grań. W prawej odnodze ciągnie się od Zadniej Pustej Turni do Gankowej Strażnicy długi grzbiet, częściowo skalisty, częściowo trawiasty. Na wschodnią stronę, do żlebu spod Pustej Ławki w Dolinie Kaczej opada z niego stromy stok. Jest trawiasty i częściowo porastający kosodrzewiną, ale w licznych miejscach zsuwy darni odsłaniają skalne podłoże. Do Pustej Zatoki w Dolinie Ciężkiej opada ściana o wysokości od 150 do 250 m. Jej górna część jest średnio stroma i trawiasto-skalista, dolna urwista, zbudowana z gładkich płyt. W jej prawej części jest pas okapów. Obydwie części oddziela kilka zachodów biegnących od Pustej Przehyby do żlebu spod Pustej Szczerbiny.
Głęboki komin opadający z Pustej Szczerbiny oddziela ściany Zadniej i Skrajnej Pustej Turni. Kominem tym i szczytowymi partiami przeszedł zespół Abgarowicza-Schramma, poza tym Ściana Zadniej Pustej Turni jest dziewicza.

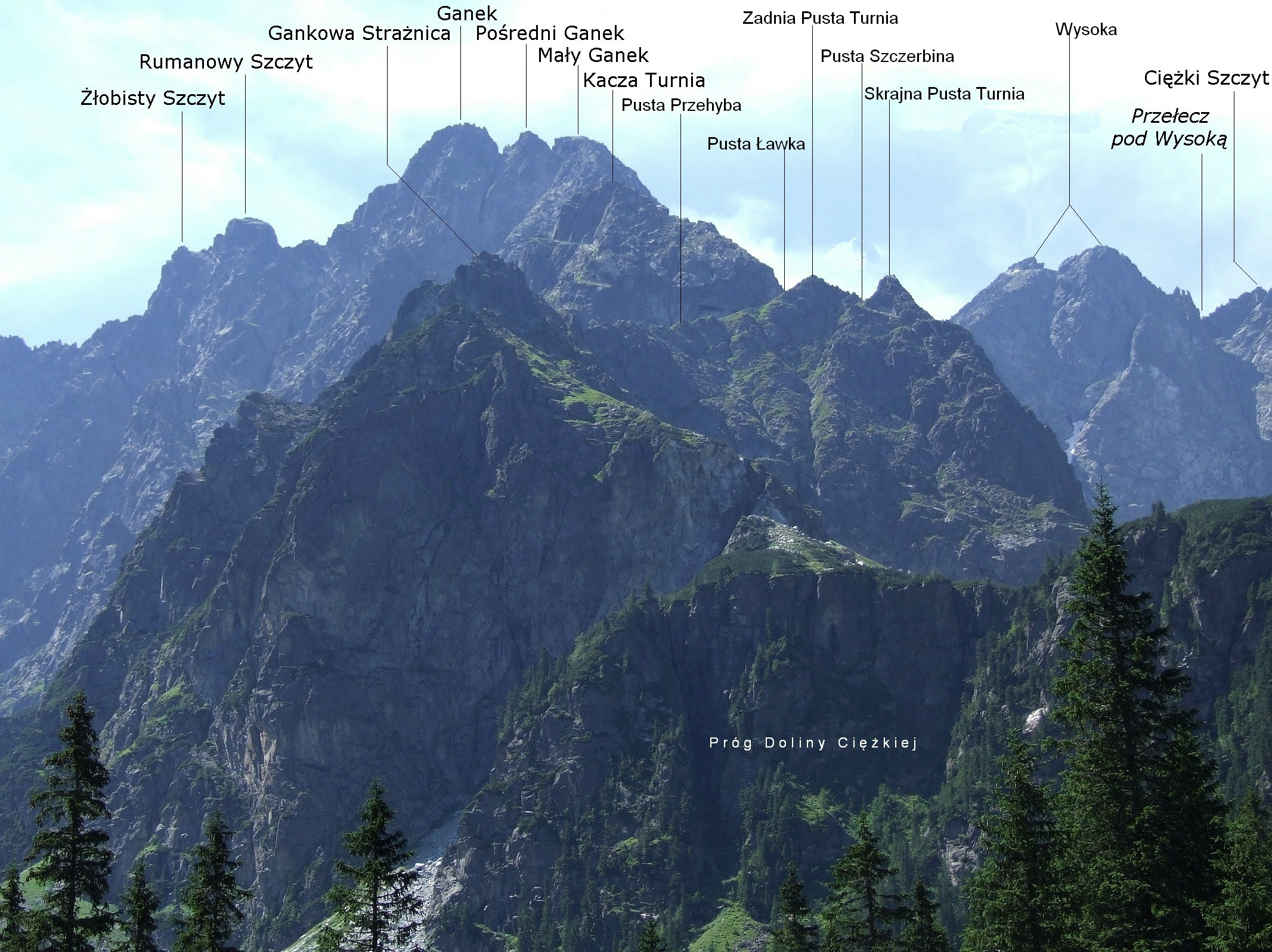
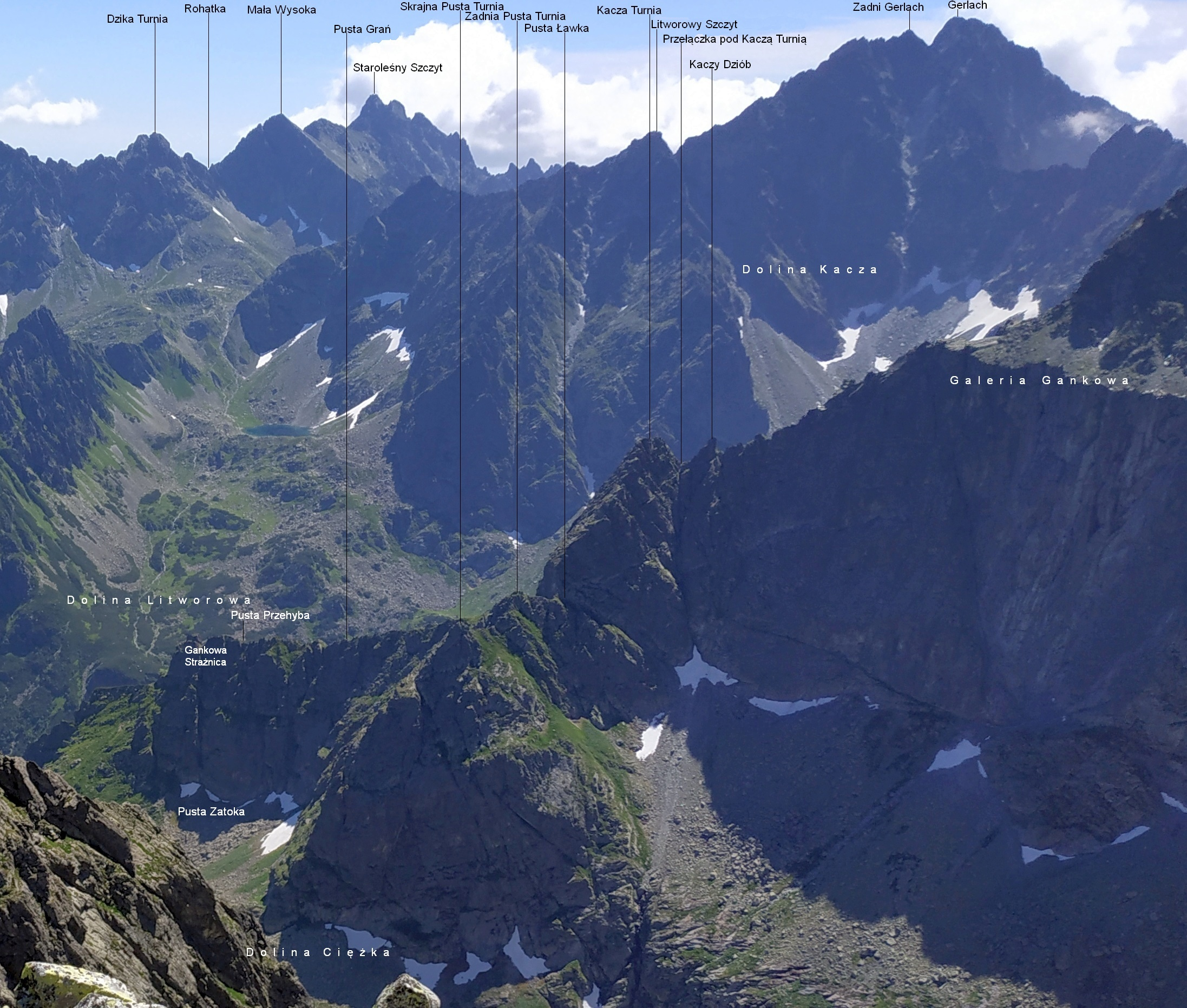
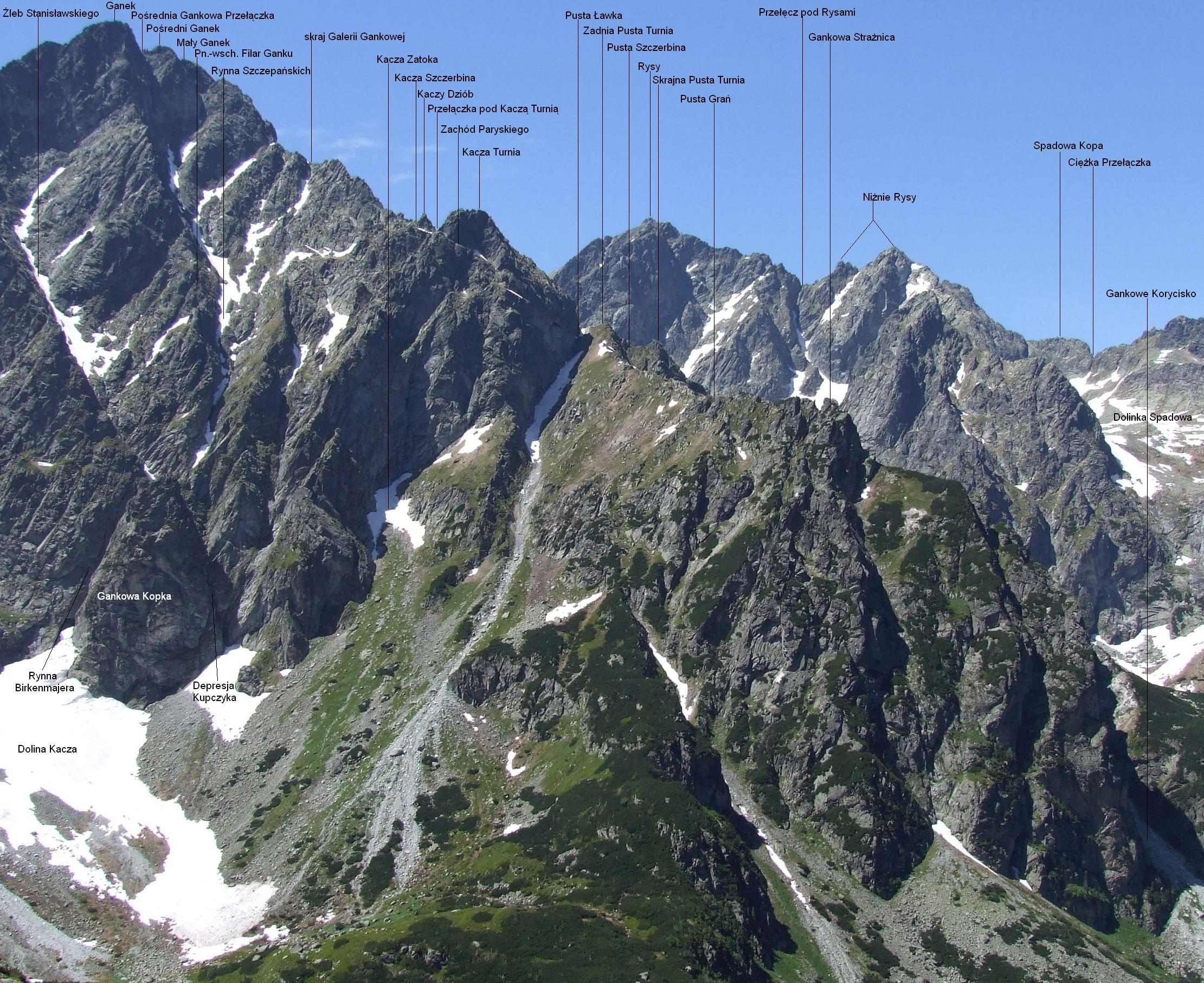